# Antigone (Rotrou)
Pour les articles homonymes, voir Antigone.
Antigone est une tragédie en cinq actes et en vers de Jean de Rotrou écrite en 1636 ou en 1637. Elle fut jouée pour la première fois à l’Hôtel de Bourgogne en 1637 mais ne fut publiée qu’en 1639.
C’est la troisième tragédie de Rotrou et sa seconde à sujet mythologique avec son Hercule mourant, publié en 1634 et adapté de l’Hercule sur l’Oeta, tragédie parfois attribuée à Sénèque. Ici, Rotrou a puisé son sujet dans l’Antigone de Sophocle et Les Phéniciennes d’Euripide, avec quelques traits de La Thébaïde (ou Les phéniciennes) de Sénèque. 

## Établissement du texte
(mars 2014).
- Si vous ne connaissez pas le sujet, laissez ce bandeau (vous pouvez alors contacter les auteurs).
- Si vous supprimez le contenu mis en cause (vous pouvez préalablement contacter les auteurs),

argumentez précisément cette suppression dans la page de discussion
(un manque de référence n'est pas un argument ; une recherche réelle de référence doit avoir été effectuée, être formellement documentée).
Un vers de l'édition originale a semblé faux, il manquerait une syllabe au premier hémistiche :
- « Jocaste défaite ! ô destin inhumain ! »

On a pris l'habitude d'éditer ce vers avec une exclamation « Quoi ! » en tête de vers, de manière à remédier sans coût à cet inconvénient. En réalité, l'édition originale de 1639, ce qui est logique à l'époque, ne distingue pas le I et le J. C'est le nom « Iocaste » qui apparaît systématiquement dans la pièce. Il faut donc lire le vers avec un « I » en diérèse :
- « Iocaste défaite ! ô destin inhumain ! »

À la différence d'autres publications, l'édition philologique des œuvres de Rotrou à la Société des textes français modernes a voulu revenir à l'édition du vers original, sans adjonction initiale de l'exclamation « Quoi ! ». Le problème vient de ce que l'édition moderne distingue tout de même les graphies du « J » et du « I ». Elle a donc opté pour la transcription « Jocaste » qui suppose un parti pris phonétique.
Un exemple similaire sur le même mot se rencontre dans La Thébaïde de Racine, où le nom « Jocaste » entraîne une césure défectueuse, au moins, du point de vue de la versification française qui proscrit ce qu'on appelle la césure à l'italienne. Benoît de Cornulier a corrigé le vers de Racine en se fondant sur l'édition originale qui portait « Iocaste ».
Le vers original était orthographié :
- « Polynice, Etéocle, Iocaste, Antigone, »

et devint avec l'apparition graphique du « J » :
- « Polynice, Etéocle, Jocaste, Antigone, »

ce qui entraînait une césure en principe inimaginable sous la plume non seulement de Racine, mais de tout écrivain classique de Ronsard à Baudelaire : « Polynice, Etéo+cle, Jocaste, Antigone ».

## Personnages
- Jocaste (ou Iocaste), mère d’Antigone.
- Étéocle, prince de Thèbes et frère d’Antigone.
- Polynice, frère d’Antigone.
- Antigone, fille de Jocaste.
- Ismène, sœur d’Antigone.
- Adraste, beau-père de Polynice.
- Argie, femme de Polynice.
- Ménette, gentilhomme d’Argie.
- Créon, père d’Hémon et roi de Thèbes.
- Hémon, amant d’Antigone et fils de Créon
- Éphise, seigneur de Thèbes.
- Cléodamas, seigneur de Thèbes.
- Capitaines grecs.

## Composition de la pièce
Les cinq actes de la pièce se décomposent comme suit :
- Acte I : six scènes
- Acte II : quatre scènes
- Acte III : sept scènes
- Acte IV : six scènes
- Actes V : neuf scènes.